# Eureka Roadhouse
Eureka Roadhouse est un census-designated place situé dans l’État américain de l'Alaska, dans le Borough de Matanuska-Susitna.

## Démographie
| 2000 | 2010 | - | - | - | - |
| ---- | ---- | - | - | - | - |
| 35   | 29   | - | - | - | - |